# Saudi Binladin Group
Saudi Binladin Group (араб. مجموعة بن لادن السعودية‎) — международный строительный конгломерат.

## История
Компания была основана в 1931 году Мохаммедом бен Ладеном, отцом Усамы бен Ладена. Благодаря дружбе с основателем и первым правителем Саудовской Аравии Абдул-Азиз ибн Саудом, ему удалось заключить с правительством ряд строительных контрактов.
После смерти Мохаммеда Бен Ладена в 1967 году компанию возглавил брат его первой жены Мохаммед Бахарет. В 1972 году на посту руководителя его сменил Салем бен Ладен — старший сын основателя компании. После того, как Салем в 1988 году погиб в авиакатастрофе, компанию возглавил совет директоров из 14 человек. Все члены совета — сыновья основателя компании Мохаммеда бен Ладена. Глава совета директоров — Бакр бен Ладен.
20 декабря 2005 года правительство Саудовской Аравии выделило консорциуму саудовских и египетских компаний, среди которых была Saudi Binladin Group, 26 миллиардов долларов на постройку Экономического города короля Абдаллы.
2 августа 2011 года принц Аль-Валид ибн Талал Аль Сауд объявил о заключении с Saudi Binladin Group контракта на возведение Kingdom Tower.

## Прочие здания и сооружения, в возведении которых принимала участие Saudi Binladin Group
- Абрадж аль-Бейт[3]
- Аэропорт короля Абдул-Азиза
- Аэропорт Куала-Лумпур
- Аэропорт Шарджа
- Мост Джамарат
- Университет Шарджа[англ.]

## Сайт компании
Компании Saudi Binladin Group принадлежало доменное имя saudi-binladin-group.com. Оно было зарегистрировано 11 сентября 2000 года и было куплено сроком на один год. Ровно через год, в день терактов 11 сентября в Нью-Йорке, оно стало свободным. Позднее это доменное имя приобрёл спекулянт. В настоящее время Saudi Binladin Group использует домен sbg.com.sa, который был зарегистрирован 11 января 2000 года.